# Операция «Асфальт»
«Асфальт» (норв. Operasjon Asfalt) – название проводившейся в 1951 году норвежским правительством операции по переносу останков советских солдат и военнопленных из разрозненных захоронений на воинское кладбище на о. Хьётта.
26 июня 1951 года норвежское правительство приняло решение о переносе в одно место всех захоронений советских граждан, погибших в нацистских лагерях на севере Норвегии и в ходе боевых действий в Финнмарке. Причиной данного решения стало начало холодной войны и создание блока НАТО, в который вошла и Норвегия. Её власти опасались, что разбросанные по всей Норвегии захоронения могут послужить прикрытием для ведения шпионской деятельности советскими консульскими работниками, которые имели бы большую свободу передвижения по стране. Согласно плану, все захоронения советских граждан от Киркенеса до Брённёйсунна должны были быть перезахоронены на одном общем кладбище. Впоследствии данное решение объяснялось тем, что захоронения были разбросаны по всей Норвегии, порой в малодоступных местах, что затрудняло желающим их посещение.
В качестве общего места захоронения был выбран остров Хьётта, расположенный у побережья Хельгеланна. Аналогичное кладбище планировалось устроить в южной Норвегии. Выполнение задачи было возложено на Центральное бюро по уходу за воинскими захоронениями (Sentralkontoret for krigsgraver), подчинённое Министерству обороны Норвегии. Приготовления к переносу осуществлялись в полной секретности. О нём не были поставлены в известность даже некоторые местные органы, которые должны были ему содействовать. Операция получила кодовое название «Асфальт», поскольку эксгумированные останки перевозились на Хьётту в мешках, пропитанных гудроном. Транспортировку осуществляла пароходная компания Vesteraalske Dampskibsselskap.
Участники операции вынуждены были проводить работы тайно. Из-за глубокой секретности слухи о действиях властей просочились в норланнскую прессу лишь в сентябре. Простые норвежцы, которые во время войны активно помогали советским пленным, были возмущены подобным решением. Как вспоминал впоследствии Тур Стеффенсен, участников переноса останков советских граждан обзывали осквернителями могил. Уже после завершения операции норвежские девушки отказались на одной из танцплощадок танцевать с ним, когда узнали, что он работал на судне, перевозившем останки военнопленных. Позднее у некоторых участников операции возникли психические расстройства.
По словам Стеффенсена, могилы вскрывались небрежно, останки паковались в мешки. Рабочие, вскрывавшие могилы, получали по 5 крон за каждый мешок с останками. Повсюду валялись кости. Многие части тела, разложенные по мешкам, принадлежали разным людям. В трупах было много червей, стоял жуткий смрад. Когда корабли приходили в Тромсё, чтобы скрыть сильный трупный запах, все трюмы цементировались.
В норвежском обществе возникла волна протеста. Благодаря этому перенос был осуществлён лишь в Нурланне, Тромсе и Финнмарке.
Кладбище на Хьётте, открывшееся 8 июля 1953 года, стало последним местом упокоения для большинства советских военнопленных, умерших в немецком плену в Северной Норвегии. Там же были погребены и военнопленные, погибшие в 1944 году во время потопления англичанами транспортного судна Rigel.